# Joeropsis concava
Joeropsis concava is een pissebed uit de familie Joeropsididae. De wetenschappelijke naam van de soort is voor het eerst geldig gepubliceerd in 1966 door Schultz.